# Igor Gluščević
Igor Gluščević (Montenegrijns: Игор Глушчевић) (Budva, 30 maart 1974) is een voormalig Montenegrijns profvoetballer, geboren in het voormalige Joegoslavië.

## Clubcarrière
Gluščević begon zijn carrière in het voormalige Joegoslavië bij de club Vojvodina Novi Sad, waar hij in de seizoenen 1994-1995 en 1995-1996 speelde. Na zeven doelpunten in 46 wedstrijden vertrok hij naar CF Extremadura, waar hij eveneens twee seizoenen speelde. In zijn laatste seizoen kwam hij tot 39 wedstrijden en scoorde 24 keer. Gluščević verkaste naar het Spaanse Sevilla, alwaar hij in dertig wedstrijden zes doelpunten maakte in de Primera División, het hoogste niveau in Spanje.
Gluščević vertrok na één jaar weer en ging voetballen voor het Griekse Aris Saloniki. Met dertig wedstrijden en 8 doelpunten achter zijn naam vertrok hij ook daar al na een jaar. De Montenegrijnse spits zocht zijn heil in Nederland bij FC Utrecht. In drie seizoenen bij Utrecht speelde Gluščević 84 wedstrijden en maakte 36 doelpunten. Na één jaar voor het Tsjechische Sparta Praag te hebben gespeeld (drie doelpunten uit achttien wedstrijden) kwam Gluščević in 2004 weer terug naar Nederland om voor Vitesse te gaan voetballen. In zijn eerste seizoen kwam hij tot 29 wedstrijden en zes doelpunten, zijn tweede seizoen was minder succesvol en na zeven doelpuntloze wedstrijden vertrok hij naar China, alwaar hij anno 2006 voor Shandong Luneng speelt.
Vanaf januari 2007 werd hij voor de rest van het seizoen 2006-2007 verhuurd aan Heracles Almelo, waar hij per 1 juli 2007 een eenjarig contract tekende voor het seizoen 2007-2008. Heracles hoopte met de fysiek sterke Gluscevic een aanspeelpunt in de aanval gehaald te hebben. Gluscevic speelde in totaal 35 wedstrijden voor de Almeloërs waarin hij zeven keer tot scoren kwam. Het belangrijkste doelpunt maakte hij in de uitwedstrijd tegen FC Twente waarin hij vanaf ruim 35 meter scoorde. Na het seizoen 2007-2008 kreeg de Montenegrijn geen contractverlenging aangeboden, waarna hij op 22 juli 2008 zijn actieve loopbaan besloot te beëindigen.

## Clubstatistieken
| Seizoen | Club               | Duels | Goals | Competitie           |
| ------- | ------------------ | ----- | ----- | -------------------- |
| 1994/95 | Vojvodina Novi Sad | 17    | 2     | Meridian Superliga   |
| 1995/96 | Vojvodina Novi Sad | 29    | 5     | Meridian Superliga   |
| 1996/97 | Extremadura        | 18    | 2     | Primera División     |
| 1997/98 | Extremadura        | 39    | 24    | Segunda División A   |
| 1998/99 | Sevilla            | 30    | 6     | Primera División     |
| 1999/00 | Aris Saloniki      | 30    | 8     | Alpha Ethniki        |
| 2000/01 | FC Utrecht         | 30    | 19    | Eredivisie           |
| 2001/02 | FC Utrecht         | 32    | 14    | Eredivisie           |
| 2002/03 | FC Utrecht         | 22    | 6     | Eredivisie           |
| 2003/04 | Sparta Praag       | 18    | 3     | Gambrinus Liga       |
| 2004/05 | Vitesse            | 29    | 6     | Eredivisie           |
| 2005/06 | Vitesse            | 7     | 0     | Eredivisie           |
| 2006    | Shandong Luneng    | 7     | 1     | Chinese Super League |
| 2006/07 | Heracles Almelo    | 12    | 4     | Eredivisie           |
| 2007/08 | Heracles Almelo    | 26    | 3     | Eredivisie           |
| Totaal  | Totaal             | 346   | 103   |                      |